# Abdul Alhazred
Abdul Alhazred är en fiktiv karaktär skapad av skräckförfattaren H.P. Lovecraft. Alhazred, den så kallade "galne araben", är en gammal arabisk poet (eller författare), som beskrivs som författaren till "Necronomicon". Lovecraft hävdade att han använt namnet redan som barn när han lekte arab, inspirerad av en vän till familjen. Det har föreslagits att utformningen av karaktären Abdul Alhazred är påverkad av den medeltida arabiska vetenskapsmannen Alhazen.
Abdul är huvudperson i Henrik Möllers kortfilm Vägen till Necronomicon, som delvis bygger på Lovecrafts figur.